# Elisa Chimenti
Elisa Chimenti est une auteure, journaliste, anthropologue et enseignante italo-marocaine, née en 1883 à Naples, morte en 1969 à Tanger, où elle a vécu la plus grande partie de sa vie. L’essentiel de son œuvre littéraire est écrite en langue française.

## Biographie
Elisa Chimenti est née à Naples en 1883, de Rosario Ruben Chimenti, médecin, et Maria Luisa Ruggio Conti. Alors qu'elle est âgée d'un an, sa famille s'installe d'abord à Tunis, puis, quelques années plus tard, au Maroc, à Tanger. Elle est scolarisée à l’alliance israélite. Son éducation s’enrichit de l’apprentissage de l'arabe et de l'hébreu. Elle connaît et parle de nombreuses langues, dont le français, l'espagnol, l'allemand, le portugais, le russe et quelques dialectes marocains,.
Son père devient le médecin de la cour du sultan Hassan Ier. Il se rend également dans les régions les plus pauvres, en particulier dans la région du Rif, pour soigner les populations, et est l'invité de tribus berbères à plusieurs reprises. Il se fait aider de sa fille Elisa comme interprète et pour ausculter les femmes. 
En 1907, la mort de son père change le cours de son existence. Elle déménage en Allemagne pour poursuivre ses études, et publie ses deux premiers ouvrages, Meine Lieder en 1911 et Taitouma en 1913, à Leipzig. Le 8 août 1912, elle épouse un comte polonais naturalisé allemand.  Cependant, son mari souffre de troubles mentaux, et tente de l'étrangler. Ils se séparent et divorceront quelques années plus tard.
En 1914, revenue au Maroc, elle y fonde avec sa mère la première école italienne, à Tanger. Il s'agit d'une école multiculturelle et multireligieuse, où sont admis des étudiants de toutes nationalités, qu'ils soient juifs, musulmans, ou chrétiens. L’établissement connaît un certain succès et il est financé à partir de 1924 par le gouvernement italien. Toutefois, en 1927, le gouvernement fasciste italien impose un directeur autre. Elle refuse d’adhérer au mouvement créé par Mussolini. Elle est licenciée en 1928 et ne peut y revenir exercer qu’en 1943,. Elle se consacre dès lors au journalisme et à l’écriture, avec comme thème principal le Maroc, sa culture, et sa population. Certains de ses textes connaissent le succès, notamment Èves Marocaines, publié en 1935, et Chants de femmes arabes, publié en 1942. Puis ultérieurement Le sortilège (et autres chants séphardites), publié en 1964. Ce dernier ouvrage reflète la vie sociale, économique et religieuse d'une partie de la communauté juive au Maroc au début du XXe siècle.
Le 30 mai 1957, le Président de la République italienne Giovanni Gronchi lui décerne la médaille de Chevalier de l'ordre du Mérite de la République italienne.
La perte de ses trois sœurs, et le manque de ressources rendent difficiles les dernières années de sa vie. Elle meurt le 7 septembre 1969.

## Principales publications
- Meine Lieder, 1911
- Taitouma, 1913
- Èves Marocaines, 1935
- Chants de femmes arabes, 1942
- Légendes marocaines, 1950
- Les petits blancs marocains, 1950-1960
- Au cœur du harem, 1958
- Le sortilège (et autres contes séphardites), 1964